# Tử Du
Tử Du là một xã thuộc huyện Lập Thạch, tỉnh Vĩnh Phúc, Việt Nam.
Xã Tử Du có diện tích 10,01 km², dân số năm 1999 là 5614 người, mật độ dân số đạt 561 người/km².